# كونستانس من صقلية
كونستانس من صقلية (1249 – 9 أبريل 1302) هي ملكة أراغون القرينة كونها زوجة بيدرو الثالث، هي ابنة لـ مانفريد ملك صقلية وبياتريس من سافوي، وحفيدة فريدرش الثاني إمبراطور الروماني المقدس.

## الزواج
في 13 يونيو 1262 تزوجت كونستانس من بيدرو الابن البكر لـ خايمي الأول ملك أراغون، قُتل والدها لاحقاً في معركة بينيفنتو الحاسمة (26 فبراير 1266) ضد منافسهُ كارلو من أنجو الذي أصبح ملك صقلية التالي، بهذا ورثت مطالب إدعاء لعرش صقلية عن طريق والدها، حماها خايمي الأول توفي في 27 يوليو 1276 وزوجها بيدرو أصبح ملك، وأصبحت الملكة القرينة، وخلال حرب صلاة الغروب الصقلية (1282-1302) ادعى بيدرو ثم أبنائهم عرش صقلية، حيث أسفرت هذه الحرب عن تقسيم المملكة وإلى مملكة تريناكريا التي كانت تحت سيطرتهم، و مملكة نابولي تحت سيطرة ورثة كارل أنجو.
توفي بيدرو في 2 تشرين الثاني 1285، ولكن كونستانس أصبحت راهبة حتى توفيت في برشلونة.

## الذرية
كان لديهم ستة أبناء:-
- ألفونسو الثالث ملك أراغون (1265 - 18 يونيو 1291).
- خايمي الثاني ملك أراغون (10 أغسطس 1267 - 2 نوفمبر 1327)، كان ملك صقلية حتى 1296.
- إليزابيث من أراغون ( 1271- 4 يوليو 1336)، كانت ملكة البرتغال القرينة بزواجها من دينيس ملك البرتغال.
- فريدريكو الثالث ملك صقلية (13 ديسمبر 1272 - 25 يونيو 1337).
- يولاندا من أراغون (1273 - أغسطس 1302)، كانت ملكة نابولي القرينة بزواجها من روبيرتو ملك نابولي.
- بيدرو  (1275 - 25 أغسطس 1296).